# BNP Paribas Open 2016
Die BNP Paribas Open 2016 waren ein Tennisturnier der WTA Tour 2016 für Damen und ein Tennisturnier der ATP World Tour 2016 für Herren in Indian Wells, welche zeitgleich vom 9. bis 20. März 2016 in Indian Wells im Indian Wells Tennis Garden, Kalifornien, stattfanden.

## Herrenturnier
→ Qualifikation: BNP Paribas Open 2016/Herren/Qualifikation

## Damenturnier
→ Qualifikation: BNP Paribas Open 2016/Damen/Qualifikation